# Thomas Legh (2e baron Newton)
Pour les articles homonymes, voir Legh.
Thomas Wodehouse Legh (18 mars 1857 - 21 mars 1942) est un diplomate britannique et homme politique conservateur qui est trésorier général pendant la Première Guerre mondiale.

## Jeunesse et éducation
Il est le fils de William Legh (1er baron Newton), et d'Emily Jane Wodehouse, fille du vénérable Charles Nourse Wodehouse, archidiacre de Norwich. La famille Legh est propriétaire foncier dans le Cheshire depuis des siècles. Il fait ses études au Collège d'Eton et Christ Church, Oxford.

## Carrière politique et administrative
En 1879, il entre dans le service diplomatique et est attaché à l'ambassade britannique à Paris de 1881 à 1886. La dernière année, il est élu à la Chambre des communes comme député de sa circonscription d'origine, Newton, un siège qu'il occupe jusqu'en 1898  lorsqu'il succède à son père comme 2e baron Newton et prend son siège au Chambre des lords. Il est nommé lieutenant adjoint du Cheshire le 23 février 1901. En 1915, le Premier ministre Herbert Henry Asquith le nomme Paymaster-General avec une responsabilité particulière pour représenter le War Office au Parlement lorsque le Secrétaire d'État à la Guerre ne peut y assister. La même année, il est admis au Conseil privé.
En 1916, Lord Newton devient sous-secrétaire d'État adjoint aux Affaires étrangères et est chargé de deux départements au ministère des Affaires étrangères, l'un chargé de la propagande étrangère et l'autre des prisonniers de guerre. En octobre 1916, il est nommé contrôleur du nouveau département des prisonniers de guerre et, à ce poste, il négocie la libération de milliers de prisonniers de guerre britanniques.
Lord Newton est nommé sous-lieutenant du Cheshire en février 1901. Il sert comme officier dans la Yeomanry impériale du Lancashire Hussars et est promu au grade substantiel de major le 1er juillet 1901 avant de démissionner avec le grade honorifique de lieutenant-colonel en octobre 1902.
Lord Newton est également l'auteur de deux biographies, l'une sur Richard Lyons (1er vicomte Lyons), publiée en 1913, et l'autre sur Henry Petty-Fitzmaurice (5e marquis de Lansdowne), publiée en 1929. En 1941, il publie ses mémoires, intitulés Retrospection .

## Famille

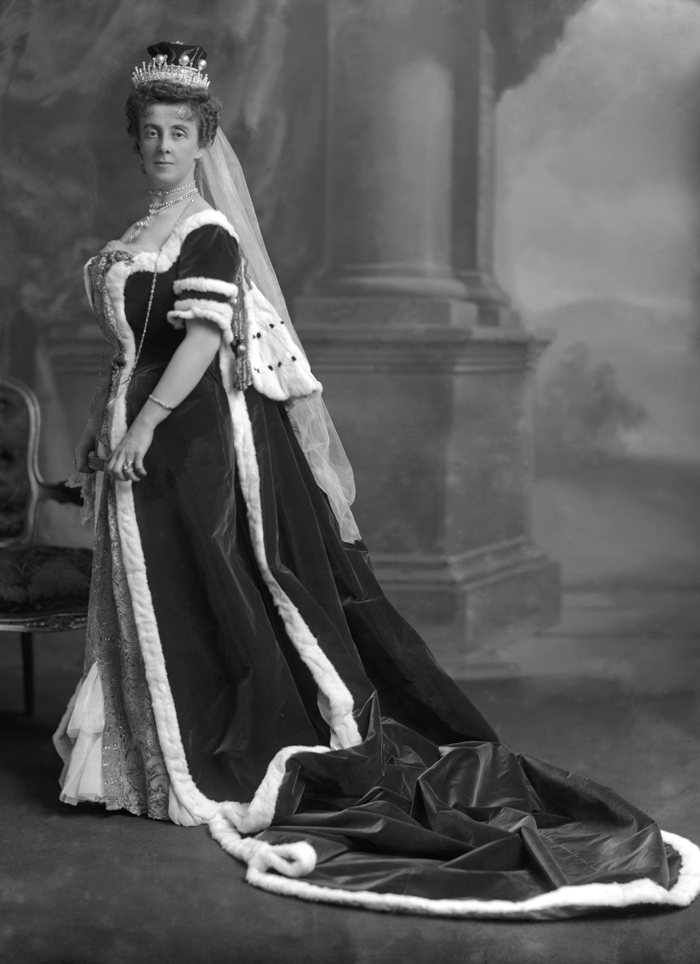
Lady Newton, photographiée le 24 juin 1902.

Lord Newton épouse Evelyn Caroline Davenport, fille de William Bromley-Davenport, en 1880. Ils ont cinq enfants, deux fils et trois filles. Son plus jeune fils, Sir Piers Legh est maître de la maison de 1941 à 1953. Lady Newton est décédée en septembre 1931. Lord Newton lui a survécu onze ans et est décédé en mars 1942, à l'âge de 85 ans. Il est remplacé dans la baronnie par son fils aîné Richard Legh. Le fils de ce dernier, Peter Legh (4e baron Newton), est également un politicien conservateur et ministre du gouvernement.